# Макєєвське (Гагарінський район)
Макєєвське (рос. Макеевское) — присілок Гагарінського району Смоленської області Росії. Входить до складу Покровського сільського поселення.
Населення — 7 осіб. 